# Der Perückenmacher
Der Perückenmacher ist ein deutscher animierter Kurzfilm von Steffen Schäffler aus dem Jahr 1999.

## Handlung
London im September 1665: Die Pest hat die Stadt fest im Griff und ein Perückenmacher harrt seit Tagen allein in seiner Wohnung aus. Er führt Tagebuch, in das er seine Gedanken niederschreibt. Am meisten bedrückt ihn die Angst um die Luft im Haus, kann er doch nicht lüften. Von seinem Fenster aus sieht er, wie im gegenüberliegenden Haus eine Mutter an der Pest stirbt und ihre Leiche aus dem Fenster hinabgelassen wird. Ihre kleine Tochter, die kupferrote, lange Haare hat, rennt nach draußen, wird jedoch von einem Wächter zurück in die Wohnung gebracht. Die Puppe des Kindes bleibt auf der Straße liegen und so steigt das Mädchen nachts heimlich aus dem Fenster, um die Puppe zu holen. Es bleibt die Nacht über draußen, wärmt sich an einer Feuerstelle und spielt am Schaufenster des Perückenmachers mit seiner Puppe. Es hustet bereits den Husten der Pestkranken und hofft, dass der Perückenmacher es in sein Heim lässt, doch bleibt der ohne Regung. Das Mädchen wird vom Wächter zurück in die Wohnung gebracht. Die Wohnung wird nun vernagelt.
Dem Perückenmacher erscheint das Mädchen als anklagende Vision in seinem Haus – es berichtet ihm, krank zu sein und zum Sterben zurück in die Wohnung gebracht worden zu sein. Er habe sie aus Angst vor der Krankheit ignoriert. Tatsächlich ahnt der Perückenmacher, dass die Pest als Infektion übertragen wird. Als die Leiche des Mädchens abtransportiert wird, vergisst er jedoch jegliche Vorsicht. Er begibt sich zur Leichengrube und schneidet dem Mädchen das Haar ab. Zurück in seinem Haus fertigt er aus dem kupferroten Haar eine Perücke, die er wenig später trägt. Sein Husten zeigt, dass er sich inzwischen selbst an der Pest angesteckt hat.

## Produktion
Der Perückenmacher basiert auf Texten aus dem Buch Die Pest zu London von Daniel Defoe. Die Credits enden mit einem Zitat aus Samuel Pepys’ Tagebuch:

“And it is a wonder what will be the fashion after the plague is done as to periwigs, for nobody will dare to buy any haire for fear of the infection – that it had been cut off of the heads of people dead of the plague.”

„Was wohl für eine Mode in Perücken kommt, wenn die Pest vorüber ist? Jetzt wagt niemand, Haar zu kaufen, aus Angst, es könnte von einer Pestleiche stammen.“

Es war das Filmdebüt von Steffen Schäffler, dessen Schwester Annette Schäffler den Film produzierte. Während Set und Dekorationen in Deutschland unter anderem unter Mithilfe der Eltern von Annette und Steffen Schäffler entstanden, wurde der Film selbst in London gedreht. Er wurde als Puppentrick in Stop-Motion realisiert. Die Puppen stammen von Mackinnon & Saunders, die Animation übernahm Phil Dale. Einzeleffekte entstanden als Realfilm (eine brennende Kerze auf dem Tisch des Perückenmachers) sowie als Computertrick (ein Tintentropfen, der sich von der Feder des Perückenmachers löst und in sein Tagebuch fällt).

## Synchronisation
| Rolle          | Originalsprecher |
| -------------- | ---------------- |
| Perückenmacher | Kenneth Branagh  |
| Waisenkind     | Alice Fairhall   |

## Auszeichnungen
Der Perückenmacher gewann 1999 auf dem San Sebastián Horror and Fantasy Film Festival den Jurypreis als Bester Kurzfilm. Im Jahr 2000 wurde der Film auf dem Ottawa International Animation Festival mit dem OIAF Award als bestes professionelles Filmdebüt ausgezeichnet. Auf dem Zagreb World Festival of Animated Films erhielt er ebenfalls 2000 den Preis als Bestes Filmdebüt.
Der Perückenmacher war 2001 für einen Oscar in der Kategorie „Bester animierter Kurzfilm“ nominiert, konnte sich jedoch nicht gegen Father and Daughter durchsetzen. Der Film erhielt zudem 2000 eine BAFTA-Nominierung als „Bester animierter Kurzfilm“.